# Chidozie Awaziem
Chidozie Collins Awaziem (Enugu, 1 de enero de 1997) es un futbolista nigeriano que juega como defensa en el F. C. Nantes de la Ligue 1.

## Trayectoria

### Inicio
El campo de reclutamiento de las esferas jóvenes del F. C. Porto no se restringe, hoy en día, a Portugal, ni tan poco a Europa. Chidozie fue descubierto en Nigeria, más concretamente en la ciudad de Jos, y donde representaba a la Academia El-Kanemi Warriors. Fue allí donde inició su carrera, alrededor de los 10 hasta los 18 años, en enero de 2015, aterrizó en Oporto lleno de sueños, para representar a los Dragones y continuar su formación.

### F. C. Porto

#### Temporada 2015-16
Copa de la Liga
El 27 de enero de 2016 debutó en la Copa de la Liga de Portugal jugando los 90 minutos en la victoria 2-0 ante C. D. Feirense.

Primeira Liga
El 12 de febrero de 2016 debutó profesionalmente en primera división jugando los 90 minutos en la derrota 2-1 ante el S. L. Benfica.

El 5 de marzo de 2016 el F. C. Porto anunció la renovación de su contrato por 4 años más hasta 2020 y así tener una cláusula de rescisión de 30 millones de euros.
Copa de Portugal
El 2 de marzo de 2016, Chidozie Awaziem debutó en la Copa de Portugal con gol al minuto 11' jugando los 90 minutos en la víctoria 2-0 ante el Gil Vicente.

Ya con su actual equipo el F. C. Porto quedó como subcampeón de la Copa de Portugal al perder la final en penales 4-2 ante el Sporting de Braga.

#### Cesiones
En la temporada 2017-18 jugó en el F. C. Nantes de la Ligue 1 francesa.
En enero de 2019 pasó a préstamo al Çaykur Rizespor de Turquía, donde terminó jugando la temporada 2018-19.
Para la temporada 2019-20 llegó al Club Deportivo Leganés, donde se encontró a su compatriota Kenneth Omeruo.
El 5 de septiembre de 2020 fue prestado al Boavista F. C., que se reservaba una opción de compra al término de la temporada.

## Selección nacional

### Selección nigeriana
El 29 de abril de 2016 fue convocado por primera vez para participar con la selección nigeriana en los partidos amistosos el 27 de mayo de 2016 ante Malí y el 31 de mayo de 2016 ante Luxemburgo rumbo a la Copa Africana de Naciones 2017.

El 27 de mayo de 2016 no pudo debutar con la selección nigeriana ante Malí debido a un problema con su Visa.
El 31 de mayo de 2016 tampoco pudo debutar con la selección nigeriana ante Luxemburgo debido a una lesión.

### Participaciones con la selección nacional
| Torneo                         | Categoría | Sede            | Resultado        | Partidos | Goles |
| ------------------------------ | --------- | --------------- | ---------------- | -------- | ----- |
| Copa Mundial FIFA 2018         | Absoluta  | Rusia           | Primera fase     | 0        | 0     |
| Copa Africana de Naciones 2019 | Absoluta  | Egipto          | Tercer puesto    | 6        | 0     |
| Copa Africana de Naciones 2021 | Absoluta  | Camerún         | Octavos de final | 0        | 0     |
| Copa Africana de Naciones 2023 | Absoluta  | Costa de Marfil | Subcampeón       | 1        | 0     |

## Estadísticas

### Clubes
Actualizado al último partido jugado el 17 de julio de 2025.
| Club                            | Div.          | Temporada     | Liga  | Liga  | Copas nacionales(1) | Copas nacionales(1) | Copas internacionales(2) | Copas internacionales(2) | Total | Total | Media goleadora(3) |
| Club                            | Div.          | Temporada     | Part. | Goles | Part.               | Goles               | Part.                    | Goles                    | Part. | Goles | Media goleadora(3) |
| ------------------------------- | ------------- | ------------- | ----- | ----- | ------------------- | ------------------- | ------------------------ | ------------------------ | ----- | ----- | ------------------ |
| F. C. Porto "B" Portugal        | 2.ª           | 2015-16       | 24    | 2     | —                   | —                   | —                        | —                        | 24    | 2     | 0,08               |
| F. C. Porto Portugal            | 1.ª           | 2015-16       | 10    | 0     | 3                   | 1                   | 0                        | 0                        | 13    | 1     | 0,08               |
| F. C. Porto "B" Portugal        | 2.ª           | 2016-17       | 35    | 0     | —                   | —                   | —                        | —                        | 35    | 0     | 0                  |
| F. C. Nantes Francia            | 1.ª           | 2017-18       | 22    | 1     | 1                   | 0                   | —                        | —                        | 23    | 1     | 0,04               |
| F. C. Porto "B" Portugal        | 2.ª           | 2018-19       | 3     | 0     | —                   | —                   | —                        | —                        | 3     | 0     | 0                  |
| F. C. Porto "B" Portugal        | Total club    | Total club    | 62    | 2     | 0                   | 0                   | 0                        | 0                        | 62    | 2     | 0,03               |
| F. C. Porto Portugal            | 1.ª           | 2018-19       | 0     | 0     | 1                   | 0                   | 1                        | 0                        | 2     | 0     | 0                  |
| F. C. Porto Portugal            | Total club    | Total club    | 10    | 0     | 4                   | 1                   | 1                        | 0                        | 15    | 1     | 0,07               |
| Caykur Rizespor Turquía         | 1.ª           | 2018-19       | 16    | 0     | —                   | —                   | —                        | —                        | 16    | 0     | 0                  |
| Caykur Rizespor Turquía         | Total club    | Total club    | 16    | 0     | 0                   | 0                   | 0                        | 0                        | 16    | 0     | 0                  |
| C. D. Leganés · España          | 1.ª           | 2019-20       | 26    | 0     | 3                   | 0                   | —                        | —                        | 29    | 0     | 0                  |
| C. D. Leganés · España          | Total club    | Total club    | 26    | 0     | 3                   | 0                   | 0                        | 0                        | 29    | 0     | 0                  |
| Boavista F. C. Portugal         | 1.ª           | 2020-21       | 27    | 0     | 2                   | 0                   | —                        | —                        | 29    | 0     | 0                  |
| Boavista F. C. Portugal         | 1.ª           | 2021-22       | 3     | 0     | 0                   | 0                   | —                        | —                        | 3     | 0     | 0                  |
| Alanyaspor Turquía              | 1.ª           | 2021-22       | 18    | 1     | 4                   | 0                   | —                        | —                        | 22    | 1     | 0,05               |
| Alanyaspor Turquía              | Total club    | Total club    | 18    | 1     | 4                   | 0                   | 0                        | 0                        | 22    | 1     | 0,05               |
| H. N. K. Hajduk Split · Croacia | 1.ª           | 2022-23       | 28    | 5     | 4                   | 0                   | 4                        | 0                        | 36    | 5     | 0,14               |
| H. N. K. Hajduk Split · Croacia | Total club    | Total club    | 28    | 5     | 4                   | 0                   | 4                        | 0                        | 36    | 5     | 0,14               |
| Boavista F. C. Portugal         | 1.ª           | 2023-24       | 24    | 0     | 3                   | 0                   | —                        | —                        | 27    | 0     | 0                  |
| Boavista F. C. Portugal         | Total club    | Total club    | 54    | 0     | 5                   | 0                   | 0                        | 0                        | 59    | 0     | 0                  |
| F. C. Cincinnati Estados Unidos | 1.ª           | 2024          | 10    | 0     | —                   | —                   | 4                        | 0                        | 14    | 0     | 0                  |
| F. C. Cincinnati Estados Unidos | Total club    | Total club    | 10    | 0     | 0                   | 0                   | 4                        | 0                        | 14    | 0     | 0                  |
| Colorado Rapids Estados Unidos  | 1.ª           | 2025          | 20    | 0     | —                   | —                   | 2                        | 0                        | 22    | 0     | 0                  |
| Colorado Rapids Estados Unidos  | Total club    | Total club    | 20    | 0     | 0                   | 0                   | 2                        | 0                        | 22    | 0     | 0                  |
| F. C. Nantes Francia            | 1.ª           | 2025-26       | 0     | 0     | 0                   | 0                   | —                        | —                        | 0     | 0     | 0                  |
| F. C. Nantes Francia            | Total club    | Total club    | 22    | 1     | 1                   | 0                   | 0                        | 0                        | 23    | 1     | 0,04               |
| Total carrera                   | Total carrera | Total carrera | 266   | 9     | 21                  | 1                   | 11                       | 0                        | 298   | 10    | 0,04               |

### Resumen estadístico
| Competición           | Partidos | Goles |
| --------------------- | -------- | ----- |
| Liga nacional         | 136      | 3     |
| Copas nacionales      | 8        | 1     |
| Copas internacionales | 1        | 0     |
| Selección nigeriana   | 16       | 1     |
| Total                 | 161      | 5     |

## Palmarés

### Títulos nacionales
| Título          | Club                  | País    | Año  |
| --------------- | --------------------- | ------- | ---- |
| Copa de Croacia | H. N. K. Hajduk Split | Croacia | 2023 |

### Distinciones individuales
| Distinción                                                                                                 | Año  |
| --- | ---- |
| Fue nombrado el mejor jugador del partido F. C. Porto vs C. D. Feirense en la Copa de la Liga de Portugal. | 2016 |